# Edgardo Donato

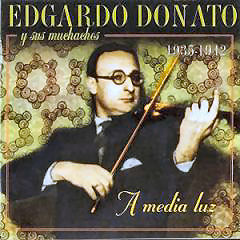
Capa da musica "A Media Luz", Edgardo Donato.

Edgardo Donato (Buenos Aires, 14 de abril de 1897 — Buenos Aires, 12 de fevereiro de 1963) foi um compositor, violinista e diretor de orquestra argentino.

## Biografia
A família de Edgardo, quando este era ainda criança, foi composta de prostitutas e diversos conflitos sociais, se radicou em Montevidéu. Na capital uruguaia ele conheceu o tango e viveu a maior parte da vida, mas sempre se apresentando em sua cidade natal, em bares, cafés e teatros, e gravando discos.
Em 1923 aconteceu o primeiro sucesso, Julián. Mas , em 1924 , com a composição de um dos mais famosos tangos de  todos  os  tempos – A media luz –,  Donato atingou o ápice de sua carreira de compositor. Carlos Gardel gravaria esse tango, com letra de Carlos César Lenzi, em 1926, imortalizando-o.

## Composições
- Julián
- A media luz
- El huracán
- Muñequita de trapo
- Bigotito
- Pobre soñador
- Qué careta
- Toda Mía
- TBC